# 応荷重装置
応荷重装置（おうかじゅうそうち）とは鉄道車両に搭載される装置。乗客数や貨物量に車両搭載荷重の大きさに応じて、駆動力やブレーキ力を変化させる。加速時は駆動時の電気車おいて、車両の荷重に応じて主電動機に流れる電流値を制御装置で変化させて一定に保つ。減速（ブレーキ）時において、車両の荷重に応じてブレーキ力（電気ブレーキ力と機械ブレーキ力の双方）を上下させ、常に一定の減速度を得られる様に制御する。荷重の大きさは空気ばね台車の場合は枕ばねの空気圧や、コイルばね台車の場合、ばねの変位を検知して求められる。